# Soltaniyeh (shahrestan)
Soltaniyeh (persiska: شهرستان سلطانیه, Shahrestan-e Soltaniyeh) är en delprovins (shahrestan) i Iran, i provinsen Zanjan. Administrativt centrum är staden Soltaniyeh.
Delprovinsen hade 29 480 invånare vid folkräkningen 2016.